# Roncus khorasanicus
Espèce
Roncus khorasanicus est une espèce de pseudoscorpions de la famille des Neobisiidae.

## Distribution
Cette espèce est endémique du Khorassan-e Razavi en Iran. Elle se rencontre vers Darrood.

## Description
Les mâles mesurent de 2,12 à 2,28 mm.

## Systématique et taxinomie
Cette espèce a été décrite par Latifi, Nassirkhani et Mirshamsi en 2020.

## Étymologie
Son nom d'espèce lui a été donné en référence au lieu de sa découverte, le Khorassan.

## Publication originale
- Latifi, Nassirkhani & Mirshamsi, 2020 : « A new epigean pseudoscorpion species (Pseudoscorpiones: Neobisiidae) from northeast of Iran, with an identification key to the species of the family Neobisiidae from Iran. » Turkish Journal of Zoology, vol. 44, no 3, p. 230–237 (texte intégral).